# Lidy Stoppelman
Alida Elisabeth „Lidy” Stoppelman (ur. 3 lipca 1933 w Amsterdamie) – holenderska łyżwiarka figurowa startująca w konkurencji solistek. Uczestniczka igrzysk olimpijskich (1952), uczestniczka mistrzostw świata i Europy, 3-krotna mistrzyni Holandii (1951, 1952, 1953).

## Życiorys
W młodości trenowania taniec, ale zdecydowała się rozpocząć treningi łyżwiarskie dzieląc swój czas między Amsterdam i Hagę. W miesiącach letnich wyjeżdżała do Londynu, gdzie uczyła się gry w tenisa i trenowała pod okiem legendarnego trenera łyżwiarskiego Arnolda Gerschwilera. 
W 1952 roku została pierwszą holenderską łyżwiarką, która wystartowała na igrzyskach olimpijskich. 
Niespodziewanie zakończyła swoją karierę łyżwiarską w 1954 roku, gdy po pierwszym segmencie mistrzostw Holandii zajmowała czwartą lokatę za trzema młodszymi rywalkami – Nelly Maas, Joan Haanappel i Sjoukie Dijkstrą. Wycofała się przed programem dowolnym i zrezygnowała z dalszej kariery. Wyszła za mąż za Brytyjczyka Jacka Leonarda Masona i została trenerką w Davos oraz na pierwszym krytym lodowisku w Holandii, Houtrusthallen.

## Osiągnięcia
| Zawody               | 49–50          | 50–51          | 51–52          | 52–53          | 53–54          |                |                |                |                |                |                |                |                |                |                |                |                |
| Międzynarodowe       | Międzynarodowe | Międzynarodowe | Międzynarodowe | Międzynarodowe | Międzynarodowe | Międzynarodowe | Międzynarodowe | Międzynarodowe | Międzynarodowe | Międzynarodowe | Międzynarodowe | Międzynarodowe | Międzynarodowe | Międzynarodowe | Międzynarodowe | Międzynarodowe | Międzynarodowe |
| -------------------- | -------------- | -------------- | -------------- | -------------- | -------------- | -------------- | -------------- | -------------- | -------------- | -------------- | -------------- | -------------- | -------------- | -------------- | -------------- | -------------- | -------------- |
| Igrzyska olimpijskie |                |                | 22             |                |                |                |                |                |                |                |                |                |                |                |                |                |                |
| Mistrzostwa świata   |                | 22             | 17             | 19             |                |                |                |                |                |                |                |                |                |                |                |                |                |
| Mistrzostwa Europy   |                | 15             | 21             | 9              | 13             |                |                |                |                |                |                |                |                |                |                |                |                |
| Krajowe              |                |                |                |                |                |                |                |                |                |                |                |                |                |                |                |                |                |
| Mistrzostwa Holandii | 3              | 1              | 1              | 1              | WD             |                |                |                |                |                |                |                |                |                |                |                |                |